# Audi Rosemeyer
El Audi Rosemeyer fue un concept car construido por Audi, mostrado inicialmente en Autostadt y en varios salones del automóvil en toda Europa durante el año 2000. Presentaba una carrocería de aluminio pulido inspirada en los autos de carreras Auto Union de la década de 1930 y un motor W16 de montaje central que más tarde se usaría en el Bugatti Veyron.

## Nomenclatura
El nombre del automóvil es en honor al piloto alemán Bernd Rosemeyer, quien corrió para la marca Auto Union entre los años 1930. 

## Historia

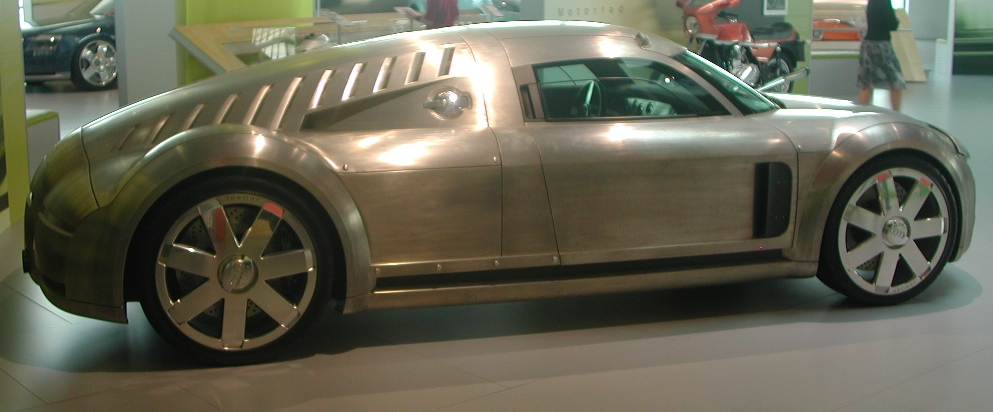
Vista lateral

El automóvil se presentó por primera vez el 1 de junio de 2000 en la inauguración del Autostadt en Wolfsburgo y posteriormente en otros salones del automóvil. A pesar del considerable interés del público y de los compradores potenciales, nunca entró en producción, tanto debido a los costos de producción extremadamente altos como a la renuncia de Audi a crear competencia interna con Lamborghini, una marca que Audi había comprado durante la década de 1990.
El deportivo con motor central tiene una carrocería de aluminio cepillado. La parrilla recuerda a los Silver Arrows de Auto Union; El estilo de las ranuras de entrada de aire en el capó también recuerda a las Flechas plateadas. El concepto de Rosemeyer recuerda también el estudio "Tipo 52" publicado por el Dr. Ferdinand Porsche y el Dr. Erwin Komenda en los años 1930 para una posible versión de carretera del Silver Arrows pero que nunca entró en producción.
Audi escribe sobre el motor: "Al igual que el Silver Arrow, este cupé plano también está propulsado por un motor central de 16 cilindros". Impulsado por un motor W16 de 8 litros que desarrolla 710 caballos de fuerza (520 kW), este concepto cuenta con el sistema de tracción total permanente Quattro de Audi. El vehículo prometía un alto rendimiento acorde con su apariencia, pero no está claro qué motor se instaló en el estudio o si realmente se instaló algún motor. El interior es purista, como el del Audi TT, y el volante de cuatro radios recuerda a los coches de carreras de Auto Union. El interior está revestido de aramida ignífuga; Los espejos fueron eliminados en favor de un sistema de cámaras. Se desconocen más datos técnicos. En cierto modo, el Audi R8 basado en el Lamborghini Gallardo puede considerarse hasta cierto punto el sucesor del Rosemeyer, pero sólo tiene un V10 o incluso un V8. Muchos elementos de diseño del Rosemeyer se encuentran en el Bugatti Veyron.